# Proechimys mincae
Proechimys mincae är en däggdjursart som först beskrevs av J. A. Allen 1899.  Proechimys mincae ingår i släktet Proechimys och familjen lansråttor. IUCN kategoriserar arten globalt som otillräckligt studerad. Inga underarter finns listade i Catalogue of Life.
Arten är med en kroppslängd (huvud och bål) av 22 till 23 cm ganska stor. Svansen är ungefär 10 procent kortare än kroppen. Pälsen på ovansidan har en rödbrun färg med några svarta hår inblandade. Den blir ljusare på kroppens sidor och undersidan är täckt av vitaktig päls. På lårens insida finns vita strimmor. Hos Proechimys mincae är svansen uppdelad i en gråbrun ovansida och en krämfärgad undersida. Ovansidans päls innehåller även flera taggar som är 20 till 22 mm långa och 0,6 till 0,8 mm breda.
Denna gnagare förekommer i Colombia i dalgången av Magdalenafloden samt i angränsande regioner. Den lever i låglandet och i kulliga områden upp till 500 meter över havet. Arten vistas i ursprungliga tropiska skogar och äter frukter, blad och insekter. Individerna lever främst ensam och de är nattaktiva. Proechimys mincae går vanligen på marken.